# 二王一馬
二王一马指主要活跃于2000年代的三位中国男子乒乓球运动员，包括王励勤、马琳和王皓。三人在世界各大赛事中接连获得佳绩，尤以2008年北京奥运会三人包揽男单金银铜牌及团体金牌为甚。然而，也因为三人同处一个时代，在大赛中互相钳制，三人均未达成囊括奥运会、世锦赛、世界杯三大赛男单冠军的大满贯。
三人之中年齡差距最大的王励勤（1978年出生）和王皓（1983年出生）之間有五年的差距。王励勤憑藉優越的身體素質，延長了运动生涯；而王皓則因為非常先進的反手技術，提早了加入“马王”之間的競爭。

## 荣誉
- 王励勤
  - 世乒赛男子团体冠军：2001、2004、2006、2008
  - 世乒赛男子单打冠军：2001、2005、2007
  - 世界杯男子团体冠军：2007、2011、2013
  - 奥运会男子团体冠军：2008
- 马琳
  - 世乒赛男子团体冠军：2001、2004、2006、2008、2010、2012
  - 世界杯男子团体冠军：2007、2011
  - 世界杯男子单打冠军：2000、2003、2004、2006
  - 奥运会男子团体冠军：2008
  - 奥运会男子单打冠军：2008
- 王皓
  - 世乒赛男子团体冠军：2004、2006、2008、2010、2012、2014
  - 世乒赛男子单打冠军：2009
  - 世界杯男子团体冠军：2007、2010、2011、2013
  - 世界杯男子单打冠军：2007、2008、2010
  - 奥运会男子团体冠军：2008、2012